# Kruščić
Kruščić (ćir.: Крушчић, njem.: Weprovatz,  mađ.: Veprőd) je naselje u općini Kula u Zapadnobačkom okrugu u Vojvodini, naseljeno pretežno Srbima i Crnogorcima.

## Povijest
Prema popisu stanovništva iz 1931. godine naselje je imalo 3.158 stanovnika od toga 2.551 Nijemac i 489 Mađara.
Naselje se prije Drugog svjetskog rata zvalo Veprovac. Poslije rata, za vrijeme kolonizacije, naseljavalju se kolonisti, većinom iz Kolašina i okoline. Ime sela je tada promenjeno u Kruščić po narodnom heroju Vukmanu Kruščiću (1909. – 1942.), koga su 20. siječnja 1942. godine, četnici Pavla Đurišića na prevaru uhvatili i ubili, zajedno s još 30-ak partizana.

## Stanovništvo
U naselju Kruščić živi 2.353 stanovnika, od toga 1.884 punoljetnih stanovnika, a prosječna starost stanovništva iznosi 40,5 godina (38,4 kod muškaraca i 42,7 kod žena). U naselju ima 773 domaćinstava, a prosječan broj članova po domaćinstvu je 3,04.
Prema popisu iz 1991. godine u naselju je živjelo 2.477 stanovnika.
| Etnički sastav 2002. |            |        |
| Narod                | Stanovnika | %      |
| Crnogorci            | 768        | 32,63% |
| Srbi                 | 744        | 31,61% |
| Mađari               | 280        | 11,89% |
| Ukrajinci            | 149        | 6,33%  |
| Rusini               | 99         | 4,20%  |
| Hrvati               | 74         | 3,14%  |
| Jugoslaveni          | 45         | 1,91%  |
| Nijemci              | 10         | 0,42%  |
| Makedonci            | 8          | 0,33%  |
| ostali               | 17         | 0,69%  |
| nepoznato            | 22         | 0,93%  |

| broj stanovnika | 2791  | 2846  | 3281  | 2927  | 2658  | 2477  | 2353  |
|                 | 1948. | 1953. | 1961. | 1971. | 1981. | 1991. | 2001. |

## Vanjske poveznice
- Zavod za urbanizam Kula-Odžaci[neaktivna poveznica]
- Karte, udaljenosti, vremenska prognoza  Arhivirana inačica izvorne stranice od 24. svibnja 2009. (Wayback Machine)
- [neaktivna poveznica]